# 同性恋纳粹理论
同性恋纳粹理论是坊間流傳的一種說法，即纳粹党中同性恋者甚众，是党里的一大群体，或者概括地讲，纳粹主义与同性恋密切相关。在第二次世界大战之前及之后，各路个人和团体都曾鼓吹过同性恋纳粹论，纳粹统治下的德国左翼群体以及年代更近的美国基督教右派群体都曾经或仍在宣扬该理论。尽管的确曾有同性恋男子加入纳粹党，但并无证据表明纳粹党内同性恋者占比极大。相反，纳粹还严厉批判同性恋，残酷迫害男同性恋者，甚至大规模屠杀男同性恋。因此，史学界普遍认定该理论没有依据。